# Sphodromantis aurea
Sphodromantis aurea är en bönsyrseart som beskrevs av Giglio-tos 1917. Sphodromantis aurea ingår i släktet Sphodromantis och familjen Mantidae. Inga underarter finns listade i Catalogue of Life.